# Unaspis permutans
Unaspis permutans är en insektsart som först beskrevs av Green 1899.  Unaspis permutans ingår i släktet Unaspis och familjen pansarsköldlöss. Inga underarter finns listade i Catalogue of Life.